# Dryopteris lacunosa
Dryopteris lacunosa là một loài dương xỉ trong họ Dryopteridaceae. Loài này được S.Jess., Zenner, Stark Schilling, Darian M. & Bujnoch mô tả khoa học đầu tiên năm 2011.
Danh pháp khoa học của loài này chưa được làm sáng tỏ. 